# تولماچفکا
تولماچفکا (به لاتین: Tolmachevka) یک منطقهٔ مسکونی در روسیه است که در باشقیرستان واقع شده‌است.